# Dynamo (Zauberkünstler)

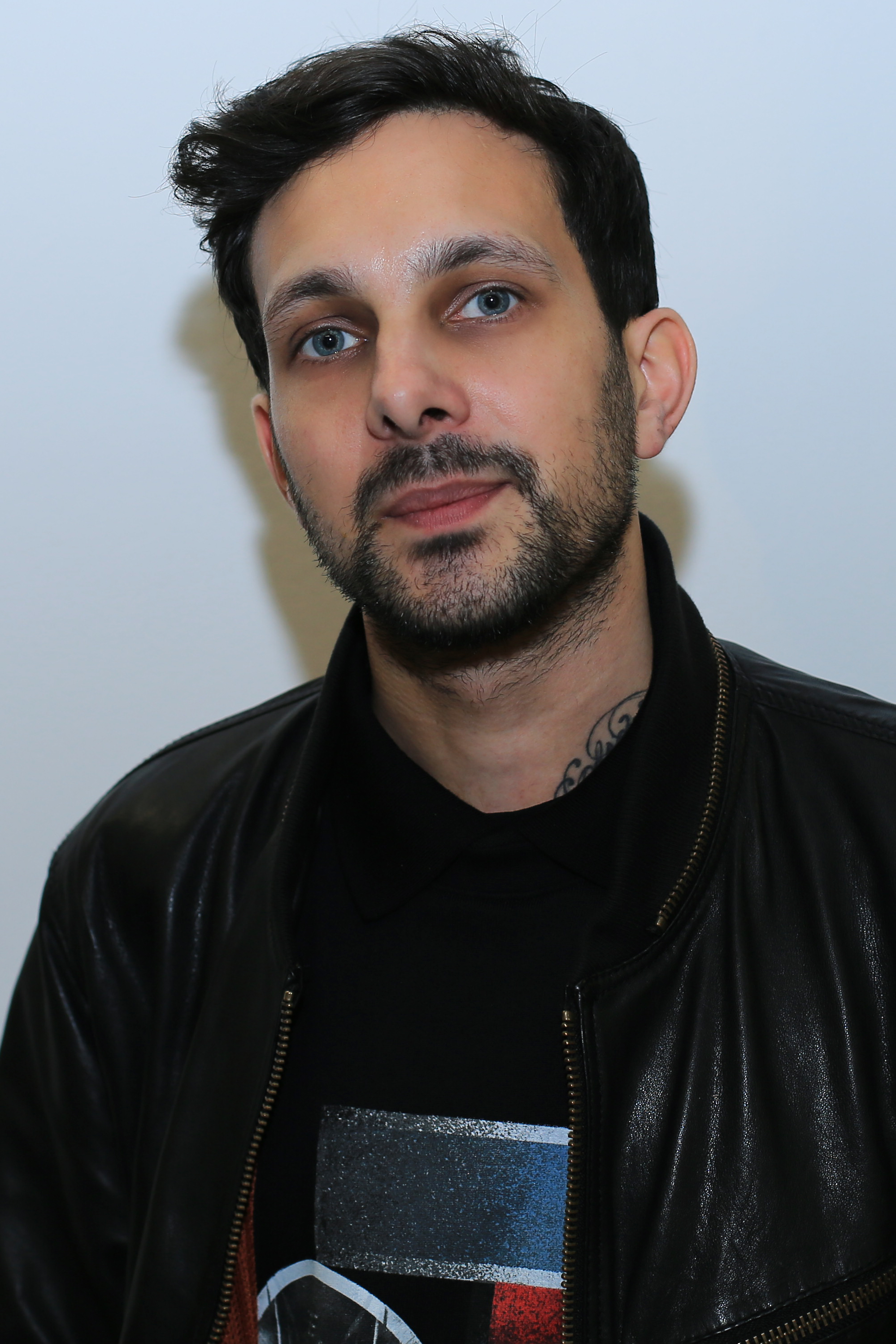
Steven Frayne

Dynamo, eigentlich Steven Frayne, (* 17. Dezember 1982 in Bradford, England) ist ein englischer Zauberkünstler.

## Leben
Dynamo lernte den ersten Zaubertrick im Alter von elf Jahren von seinem Großvater und weitete sein Interesse während einer Tour nach New Orleans aus. Er wollte seiner Zauberei etwas Neues geben und kombinierte sie so mit Elementen vom Hip-Hop-Tanz. 
Sein Bekanntheitsgrad wurde größer und er zauberte für Paris Hilton, Busta Rhymes, Black Eyed Peas, Robbie Williams und Will Smith. Er veröffentlichte eine DVD Underground Magic mit Auftritten, bei denen Coldplay, Gwyneth Paltrow und Snoop Dogg zu Gast waren. Dadurch stieg sein Bekanntheitsgrad, er kam in die Presse und ins britische Fernsehen zur Sendung Richard & Judy. Später erhielt er eine eigene Show Dynamo's Estate Of Mind auf Channel 4. Er produzierte außerdem noch eine DVD Concrete Playground. Seitdem hat er Auftritte für Nokia, Panasonic. Im Fernsehen zeigt er mitunter auch interaktive Zaubertricks für die Zuschauer.
Er trat bei Richard & Judy, The Sun, Friday Night with Jonathan Ross, Snoop Doggs Fatherhood und bei MTV auf, wo er für die Foo Fighters, Nelly Furtado und Joss Stone zauberte. Er drehte weiterhin Werbespots für Adidas und Nokia. Außerdem zeigte er sich auf dem Laufsteg für Naomi Campbells Fashion For Relief.
Am 19. März 2010 war Dynamo auf BBC 1 zu sehen, wo er unterschriebene Lottoscheine von Robbie Williams und Davina McCall in Geld verwandelte. Später, in der gleichen Sendung, schwebte er vor James Corden und einem Live-Publikum im Studio.
Steven Frayne leidet an Morbus Crohn.

## Veröffentlichungen
- Dynamo's Underground Magic (DVD)
- Dynamo's Estate of Mind auf Channel 4
- Dynamo's Concrete Playground (DVD) mit Warner Bros.
- Dynamo: Magic Impossible (Serie auf Discovery Channel)